# Далакишвили, Тинатин
Тинати́н (Ти́на) Далакишви́ли (род. 2 февраля 1991, Тбилиси) — грузинская актриса кино и модель.

## Биография
Родилась 2 февраля 1991 года в Тбилиси. Ее имя в переводе с грузинского языка означает «солнечный луч». Далакишвили не имеет актёрского образования, она закончила Тбилисскую духовную семинарию и получила диплом по специальности «ландшафтный дизайнер».
В 17 лет начала карьеру модели: снялась в нескольких рекламных роликах, где её заметили режиссёры грузинского кино. Сыграла в нескольких короткометражках. В 2010 дебютировала в полнометражном фильме — триллере «Сезон» Дато Борчхидзе. Первую известность ей принесла роль Леси в романтической комедии Резо Гигинеишвили «Любовь с акцентом». Далакишвили попала в проект практически в последний момент, изначально Лесю должна была играть Оксана Акиньшина. Сразу же за этой работой Далакишвили вновь снялась у Гигинеишвили, теперь уже в роли первого плана — угонщицы Ту-134 Анны в «Заложниках».
В фильме Гигинеишвили её заметила режиссёр Анна Меликян, затем лично прилетевшая познакомиться с молодой актрисой в Грузию. В фильме Меликян «Звезда» Тина сыграла главную роль.
В 2019 году в прокат вышел фентезийный филь «Эбигейл», где Далакишвили сыграла главную роль. Эта картина сделала актрису известной в мировом кино, после чего Далакишвили стали приглашать на съёмки в международных проектах. В 2022-м она сыграла в британском мини-сериале The Undeclared War.
В 2023-м Далакишвили сыграла в боевике американского режиссёра Сэма Харгрейва «Тайлер Рейк: Операция по спасению 2» вместе с Крисом Хемсвортом и Гольшифте Фарахани. Она исполнила роль Кетеван, сестры бывшей жены главного героя. По рассказу Харгрейва, в самом начале съёмок актриса сломала ногу при дубле одной из экшн-сцен, однако продолжила работу. Чтобы скрыть гипс на ноге актрисы и её изменившуюся походку, команде пришлось частично изменить ракурсы, кадрирование и движения актёров при съёмке сцен с Кетеван.

## Фильмография
- 2010 — Сезон — Эле
- 2011 — Подружки моей жены[англ.] — Ануки
- 2012 — Любовь с акцентом — Леся
- 2013 — Ирандам Улагам[англ.] - Amma
- 2014 — Тбилиси, я люблю тебя — Нини
- 2014 — Звезда — Маша
- 2016 — Квартет — Полина
- 2017 — Заложники — Анна
- 2017 — Про любовь. Только для взрослых — Татьяна[12]
- 2017 — Яна+Янко — Злата
- 2019 — Эбигейл — Эбигейл Фостер[13]
- 2020 — Фея — Мария
- 2021 — Медея — главная роль
- 2022 — The Undeclared War[англ.] — Марина Веселова[9]
- 2023 — Тайлер Рейк: Операция по спасению 2 — Кетеван

## Награды и номинации
- X Международный кинофестиваль «Евразия» — приз за лучшую женскую роль («Звезда»)[14]
- V Одесский международный кинофестиваль — специальная награда «За блестящую актёрскую игру» («Звезда»)[15]